# Хорор (књижевност)
Хорор или фантастика (енгл. Horror fiction) је пре свега литературни, а затим и филмски жанр са главним циљем да застраши, згрози или да у читаоцу створи осећај ужасавања. Историчар књижевности Џ. А. Кадон је дефинисао хорор као „књижевну прозу различите дужине... која шокира и застрашује, и може чак да поизведе и осећај одбијености или гађења“. Хорор жанр ствара мрачну и застрашујућу атмосферу најчешће засновану на некој натприродној појави. Често се централна опасност у неком хорор делу може интерпретирати само као метафора и пренос општих страхова шире јавности.

## Историја
Реч „хорор“ је израз за страх из старијег француског језика, када се писао horror (насупрот модерном horreur), а пореклом је од латинске речи horror, у значењу „страхота, тресење“. Хорор жанр има корене у фолклору и религиозним традицијама везаним за смрт, загробни живот, зло, и митске ликове који се у литератури срећу као вештице, вампири, вукодлаци или духови. 
Хорор жанр поприма организовану форму у 18. веку, појавом готских романа, а данас представља милионску индустрију кроз све уметничке правце и форме од поп културе и филмова до видео игара. Најистакнутији аутори хорора су Едгар Алан По, Мери Шели, Брем Стокер, Х. Ф. Лавкрафт и Стивен Кинг.